# Vụ đánh bom bằng xe cứu thương ở Kabul năm 2018
Vụ đánh bom xe cứu thương ở Kabul năm 2018 xảy ra vào ngày 27 tháng 1 gần Quảng trường Sidarat ở Kabul, Afghanistan. Ít nhất 103 người đã bị giết và 235 người khác bị thương trong cuộc tấn công. Tổ chức Taliban được cho là đứng sau cuộc tấn công này.

## Tấn công
Vào ngày 27 tháng 1 năm 2018, kẻ đánh bom đã kích nổ một gói thuốc ở trong xe cứu thương gần tòa nhà cũ của Bộ Nội vụ trên một con đường đông đúc và tấp nập ở Kabul trong giờ cao điểm. Bệnh viện Jamhuriat, văn phòng chính phủ, các doanh nghiệp và một trường học là những khu vực ở gần trung tâm vụ đánh bom nhất Đây là vụ tấn công đẫm máu thứ ba trong bảy ngày gần đây, trước đó là các cuộc 2018 Save The Children Jalalabad attack và 2018 Inter-Continental Hotel Kabul attack.
Theo lời các nhân chứng, một quả bom đã được giấu trong xe cấp cứu và phát nổ tại một điểm kiểm tra thứ hai của cảnh sát. Vụ nổ cũng phá huỷ nhiều xe cộ, cửa hàng, và các tòa nhà ở gần đó.

### Thủ phạm
Tổ chức Taliban đã nhận trách nhiệm cho cuộc tấn công. Chính phủ Afghanistan mô tả nó như là một tội ác chống lại nhân loại, và đổ lỗi cho Pakistan vì việc hỗ trợ cuộc tấn công. Pakistan phủ nhận việc hỗ trợ các chiến binh thực hiện cuộc tấn công ở Afghanistan.

### Nạn nhân
Ít nhất 103 người đã chết và 235 người khác bị thương.